# Иоаким (Владимиров)
Архиепископ Иоаким (в миру Иоанн Владимиров; ок. 1651, Суздаль — 25 декабря 1741, Ростов) — епископ Русской православной церкви, архиепископ Ростовский.

## Биография
Родился около 1651 года в Суздале в семье диакона сначала Никольской церкви на Покровке, а потом Покровского девичьего монастыря Суздаля, впоследствии ставшего священником Цареконстантиновской церкви.
По кончине жены принял постриг и служил в Москве при Патриаршем доме, откуда в 1715 году был зачислен в братство Александро-Невского монастыря казначеем. По указу Петра I, в эту обитель даже высылали доброжительных и учёных монахов из разных монастырей в «надежду архиерейства».

### Епископ Астраханский
22 января 1716 года из иеромонаха был хиротонисан во епископа Астраханского и Терского и в ноябре того же года прибыл в Астрахань.
Обращал большое внимание на устроение и благолепие храмов Божиих. При нём освящены Гостинно-Николаевская церковь 3 июля 1721 года и верхняя Вознесенская 4 мая 1722 года; для собора вылиты три колокола: в 500 пудов, 300 пудов и 100 пудов.
По своей отдалённости и по особым местным условиям, Астраханская епархия требовала особенных забот; между тем в бытность Иоакима епископом в Астрахани ни при архиерейском доме, ни при монастырях не существовало ни одной школы.
Ревностно охранял свою паству от католической пропаганды, которую значительно усилилась при губернаторе Артемии Волынском, который не благоволил к православному духовенству, а оказывал внимание и благосклонность инославному духовенству. Католический патер Антоний Марк построил в Астрахани первый костёл без царского на то указа и без ведома духовной власти, а только лишь с разрешения губернатора.
Епископ Иоаким написал о действиях Антоний Волынского в Синод, при чём объяснил, что он, Антоний, «чинит христианам многия противности», и жаловался на губернатора Волынскаго, что он вмешивается в дела духовнаго приказа. По этому донесению Святейший Синод определил сообщить о действиях Волынскаго в Правительствующий сенат с предложением, чтобы он впредь не вмешивался в дела, касающиеся Синодального суда и духовной власти, и чтобы о поступке его учинён был ему допрос по пунктам. В другом указе Святейшего Синода было определено: «обретающийся тамо костёл, яко самовольно и дерзостно, без Его Императорскаго Величества указу и без Синодальнаго определения построенный, астраханскому епископу упразднить неотложно. И как чаемое ныне Его Императорскаго Величества пришествие в Астрахань будет, тогда-бы он, епископ, о оном костёле Его Величеству донёс обстоятельно, и о имеющей на то быть собственной Его Императорскаго Величества резолюции уведомил Синод неукоснительно», о чём определено было послать указ епископу Иоакиму.
Как он исполнил это определение во время пребывания в Астрахани Петра I, сведений не сохранилось. Только несомненно, что костёл в Астрахани упразднён не был, а ревностный святитель впал у императора в немилость, так как вскоре по возвращении Петра I в Санкт-Петербург, император указом от 12 января 1723 года сместил епископа Иоакима: «за некоторыя Его Величеству известныя причины велено по именному указу от 13 января 1723 г. его (Иоакима) из Астрахани вывести и определить в которую пристойно епархию викарием». Иоаким был вызван на чреду священнослужения в Санкт-Петербург.
Смещение с кафедры также связывают с покровительством почитанию преподобного отрока-схимника Боголепа, которого старообрядцы считали своим защитником от «антихриста-царя» во время Астраханского восстания 1705—1706 годов.

### Епископ Корельский и Ладожский
23 июня 1723 года назначен епископом Корельским и Ладожским, викарием Новгородской епархии. В этом отношении он напоминает первого епископа Тамбовского Леонтия, ставшего в 1685 году викарием в Новгороде. Будучи викарием, служил в Новгороде.
Был ближайшим помощником архиепископа Феодосия (Яновского). В сентябре 1723 года участвовал во встрече в Новгороде ковчега с мощами благоверного князя Александра Невского, совершал торжественные богослужения в Софийском соборе по случаю перенесения мощей в Санкт-Петербург.

### Епископ Суздальский и Юрьевский
После смерти Петра I 11 октября 1725 года определён епископом Суздальским и Юрьевским.
16 марта 1726 года его перевели в Вологодскую епархию, а 22 апреля 1726 года вернули назад в Суздальскую епархию.
В числе других архиереев был вызван ко дню коронации императора Петра II в Москву. 4 февраля 1728 года после торжественного въезда императора в Москву приветствовал его словом в Архангельском соборе, а 25 того же февраля участвовал в короновании.
С 21 июля 1730 года — член Святейшего Синода.

### Архиепископ Ростовский и Ярославский
13 апреля 1731 года был назначен на Ростово-Ярославскую кафедру. 16 июня того же года возведён в сан архиепископа и присутствовал в Святейшем Синоде по апрель 1732 года.
В 1739 году Иоаким учредил в Ростове при архиерейском доме Славяно-латинскую школу, где учителями были выходцы с Украины. Эта школа заменила заглохшее училище, основанное митрополитом Димитрием Ростовским, но и она закрылась через год после смерти Иоакима.
Был ревнителем благолепия церковного, его попечением устроен прекрасный иконостас в кафедральном Успенском соборе Ростова, а также сделаны и другие украшения.
Скончался 25 декабря 1741 года в Ростове «в благовест к литургии, читая четвёртую молитву ко причащению». Погребён в Ростовском кафедральном соборе.